# Miranda July
Miranda July, pseudonimo di Miranda Jennifer Grossinger (Barre, 15 febbraio 1974), è una regista, sceneggiatrice, attrice, cantante e scrittrice statunitense.

## Biografia

### Cinema
Iniziata nel 1996 con una serie di cortometraggi intitolata Joanie4Jackie, la carriera da regista della July arrivò al successo nel 2005 con il film indipendente Me and You and Everyone We Know, in cui recitava anche da protagonista, che vinse la Caméra d'Or al Festival di Cannes 2005. La rivista Filmmaker Magazine la classificò come la prima tra le "25 facce nuove del cinema indie" nel 2004.

### Musica
July ha registrato il suo primo EP dal titolo Margie Ruskie Stops Time, con musiche dei The Need, per l'etichetta indipendente Kill Rock Stars nel 1996; seguirono due album di studio, 10 Million Hours a Mile (1997) e The Binet-Simon Test (1998).

### Multimedia
Nel 1998, in collaborazione con il compositore Zac Love, July mise in scena la sua prima performance multimediale intitolata Love Diamond, esportandola in vari teatri e festival degli Stati Uniti. Il successivo lavoro, The Swan Tool (2000), si avvaleva della collaborazione, per gli effetti digitali, del programmatore Mitsu Hadeishi: fra i posti in cui l'artista ha interpretato questa performance, l'Institute for Contemporary Art di Portland, l'International Film Festival di Rotterdam, l'Institute of Contemporary Arts di Londra. Nel 2007 la July creò Things We Don't Understand and Definitely are Not Going To Talk About. 
Nel 2014 realizza la app Somebody.

### Letteratura
Miranda July è autrice di numerosi racconti brevi pubblicati in varie riviste, come Harper's Magazine o The New Yorker, e raccolti insieme nel volume No One Belongs Here More Than You (2007). Una di queste storie, The Boy from Lam Kien, è stata pubblicata nel 2005 presso la Cloverfield Press. In Italia sono stati pubblicati Tu più di chiunque altro (2007) e Il primo uomo cattivo (2016).

## Filmografia

### Cortometraggi
- I Started Out With Nothing and I Still Have Most of It Left
- The Portland Girl Convention (1996)
- A Shape Called Horse
- Atlanta (1996)
- The Amateurist (1998)
- Nest of Tens (2000)
- Getting Stronger Every Day (2001)
- The Subconscious Art of Graffiti Removal (2001) (voce narrante)
- Haysha Royko (2003)
- Are You the Favorite Person of Anybody? (2005)
- Things We Don't Understand and Are Definitely Not Going to Talk About (2007)
- Miu Miu Women's Tales #8: Somebody (2014)

### Lungometraggi
- Me and You and Everyone We Know (2005)
- The Future (2011)
- Kajillionaire - La truffa è di famiglia (Kajillionaire) (2020)

## Opere

### Articoli
- Jack and Al (2002) (Mississippi Review)
- The Moves (2003) (Tin House)
- This Person (2003) (Bridge Magazine)
- Birthmark Archiviato il 30 settembre 2007 in Internet Archive. (2003) (Paris Review)
- Frances Gabe's Self Cleaning House (2003) (Nest Magazine)
- It Was Romance (2003) (Harvard Review)
- Making Love in 2003 (2003) (Paris Review)
- The Man on the Stairs Archiviato il 17 luglio 2007 in Internet Archive. (2004) (Fence Magazine Archiviato il 13 settembre 2002 nella Library of Congress Web Archives.)
- The Shared Patio (2005) (Zoetrope: All-Story)
- Something That Needs Nothing (18 settembre 2006) (The New Yorker)
- Majesty (28 settembre 2006) (Timothy McSweeney's Quarterly Concern)
- The Swim Team (gennaio 2007) (Harper's Magazine)
- Roy Spivey (11 giugno 2007) (The New Yorker)

### Libri
- The Boy from Lam Kien (2005)
- No One Belongs Here More Than You: Stories (2007)
- Il primo uomo cattivo, (The first bad man, 2015), Feltrinelli, 2016, ISBN 9788807031748